# Josep Maria Font i Rius
Josep Maria Font i Rius (Barcelona, 12 d'abril de 1915 - Barcelona, 5 d'abril de 2018) fou un jurista i historiador del dret català, deixeble de Luis García de Valdeavellano i de Ramon d'Abadal i de Vinyals.

## Biografia
Com a catedràtic en diverses universitats espanyoles, va ser mestre de diverses generacions de juristes i historiadors. Va estudiar i recopilar fonts sobre els aspectes jurídics de la repoblació cristiana i els orígens del municipi català, i en especial sobre les cartes de població i de franquícia de Catalunya. Va formar part de l'equip director de la continuació de l'obra inacabada de Ramon d'Abadal Catalunya carolíngia i va ser president (1988-2011) del Comitè per a l'edició de textos jurídics catalans del Departament de Justícia de la Generalitat de Catalunya.
Va estudiar Dret i assignatures d'Història Medieval a la Universitat de Barcelona, on es va llicenciar en Dret el 1935. Va fer la tesi doctoral sota la direcció de Luis García de Valdeavellano. El 1944 va guanyar la càtedra d'Història del Dret de la Universitat de La Laguna. Més endavant va ser catedràtic de les universitats de Múrcia (1945), València (1949) i Barcelona (1954), on va ser degà de la Facultat de Dret de 1958 a 1965. El 1985 es va jubilar com a catedràtic de la Universitat de Barcelona, i en fou nomenat professor emèrit el 1986.
Va ser nomenat Doctor Honoris Causa per les universitats de Bordeus (1962) i Montpeller (1964). El 1960 va ser elegit membre de la Reial Acadèmia de les Bones Lletres de Barcelona i de la Reial Acadèmia de Jurisprudència i Legislació de Catalunya; el 1970, membre corresponent de la Real Academia de la Historia; i el 1971, membre numerari de l'Institut d'Estudis Catalans, secció Històrico-Arqueològica.
Va rebre els premis i distincions següents: Premio Menéndez y Pelayo de Investigación, del CSIC (1944); Premi Ciutat de Barcelona d'Investigació (1969); Medalla Narcís Monturiol de la Generalitat de Catalunya (1983); Premio Nacional de Historia (1984); Creu de Sant Jordi de la Generalitat de Catalunya (1987); Medalla d'Or de la Ciutat de Barcelona al mèrit científic (1994); i el Premi de la Fundació Catalana per a la Recerca (2002). El 1994 va ser nomenat Degà Honorari de la Facultat de Dret de la Universitat de Barcelona, y el 2009, amb motiu del 50 aniversari de la construcció del nou edifici de la facultat al campus universitari de Pedralbes, que ell va promoure, l'Aula 4 va passar a anomenar-se Aula Font i Rius.
Una part del seu fons personal es troba dipositat al CRAI Biblioteca del Pavelló de la República de la Universitat de Barcelona. Consta de documentació diversa sobre moviments estudiantils, sobre l'època franquista, qüestions acadèmiques diverses, papers de propaganda electoral, reculls de premsa i correspondència.
Fill de Josep Font i Julià i de Francesca Rius i Guasch, estava casat amb Marta Llovet i Sanz, arxivera de l'Arxiu de la Corona d'Aragó.

## Obres
D'entre les seves més de cent publicacions, en destaquen:
- Orígenes del régimen municipal de Cataluña, en Anuario de Historial del Derecho Español, vols. XVI (1945) y XVII (1946). Separata: Madrid: Instituto Nacional de Estudios Jurídicos, 1946. 504 pp.
- Ordenación paccionada del régimen matrimonial de bienes en el derecho medieval hispánico, en Anales de la Academia Matritense del Notariado, vol. VIII (Madrid, 1954).
- Les institutions administratives et judiciaires des villes dans l'Espagne du Moyen Age, en Recueils de la Société Jean Bodin, tom. VI (Bruxelles, 1954) pp. 263-295.
- Els orígens del co-senyoriu andorrà, en Pirineos, vol. XI (1955) nums. 35-38, pp. 77-108.
- Un problème de rapports: Gouvernements urbains en France et en Catalogne (XIIe et XIIIe siècles), en Annales du Midi, tom. 69, núm. 40, pp. 293-306.
- La recepción del derecho romano en la Península Ibérica durante la Edad Media, en Recueil de Mémoires et Travaux de la Société d'Histoire du Droit et des Institutions des anciens pays de Droit écrit, Fasc. VI (Montpellier 1967), pp. 85-104.
- Cartas de población y franquicia de Cataluña. Vol. I: Textos. Madrid-Barcelona: CSIC, 1969. LXXX+1079 pp.
- El procés de formació de les Costums de Tortosa, en Revista Jurídica de Cataluña, vol. LXII (1973) pp. 155-178.
- Jaume I i la municipalitat de Barcelona. Discurs inaugural de l'any acadèmic 1977-1978. Barcelona: Universitat de Barcelona, 1977. 78 pp.
- El antiguo derecho local de la ciudad de Balaguer, en Anuario de Historia del Derecho Español, vol. LII (Madrid, 1982) pp. 5-110.
- Cartas de población y franquicia de Cataluña. Vol. II: Estudio. Madrid-Barcelona: CSIC, 1983. 819 pp. ISBN 84-00-05316-8.
- Estudis sobre els drets i institucions locals en la Catalunya medieval. Recopilació d'articles, amb una semblança biogràfica de Jesús Lalinde Abadía. Barcelona: Publicacions i Edicions de la Universitat de Barcelona, 1985. XXI+770 pp. ISBN 84-75281-74-5.
- Estudi introductori a la reedició facsímil de les Constitucions de Catalunya (incunable de 1495). Barcelona: Generalitat de Catalunya, Departament de Justícia, 1988. Sèrie Textos Jurídics Catalans, vol. 3, pp. I-CXXXVII. ISBN 84-393-0953-8.
- La comunitat local o veïnal, en Symposium internacional sobre els orígens de Catalunya (segles VIII-XI), Barcelona, 1991, vol. I, pp. 491-576.
- Els Usos i Costums de Tàrrega. Edició commemorativa del 750 aniversari (1242-1992). Tàrrega: Arxiu Històric Comarcal de Tàrrega, 1992. ISBN 84-606-0657-0.
- Col·laboracions a la Historia de España Menéndez Pidal, vol. VII, núm. 2 (Los núcleos pirenaicos (718-1035) Navarra, Aragón, Catalunya). Madrid: Espasa-Calpe, 1999. ISBN 84-239-8913-5. Articles:
  - El régimen político carolingio (en col·laboració amb Raimon d'Abadal), pp. 427-574.
  - La escuela jurídica de Barcelona, pp. 729-750.
  - El derecho privado (en col·laboració amb Antoni Udina), pp. 751-794.
- Guillem M. de Brocà: semblança biogràfica. Barcelona: Institut d'Estudis Catalans, 2000. ISBN 84-7283-505-7.